# Taira (animal)
Taira es un género de arañas araneomorfas de la familia Amaurobiidae. Se encuentra en el Este de Asia.

## Especies
Según The World Spider Catalog 12.0:
- Taira cangshan Zhang, Zhu & Song, 2008
- Taira concava Zhang, Zhu & Song, 2008
- Taira decorata (Yin & Bao, 2001)
- Taira flavidorsalis (Yaginuma, 1964)
- Taira latilabiata Zhang, Zhu & Song, 2008
- Taira liboensis Zhu, Chen & Zhang, 2004
- Taira obtusa Zhang, Zhu & Song, 2008
- Taira qiuae Wang, Jäger & Zhang, 2010
- Taira sichuanensis Wang, Jäger & Zhang, 2010
- Taira sulciformis Zhang, Zhu & Song, 2008
- Taira zhui Wang, Jäger & Zhang, 2010